# George Lance

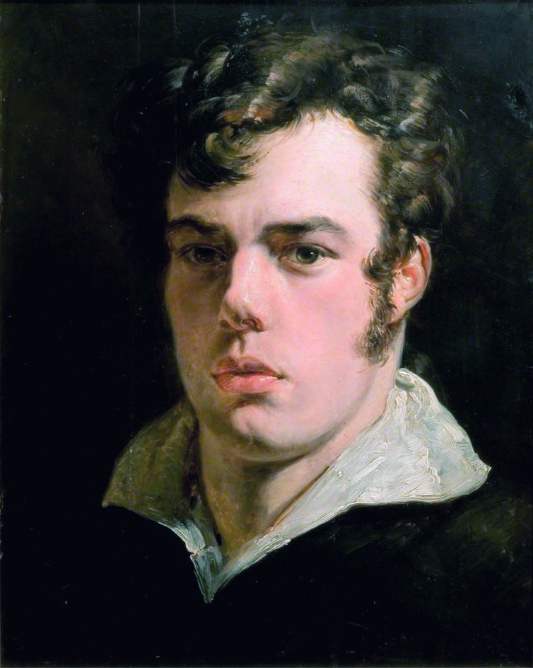
George Lance Selbstporträt (um 1830)

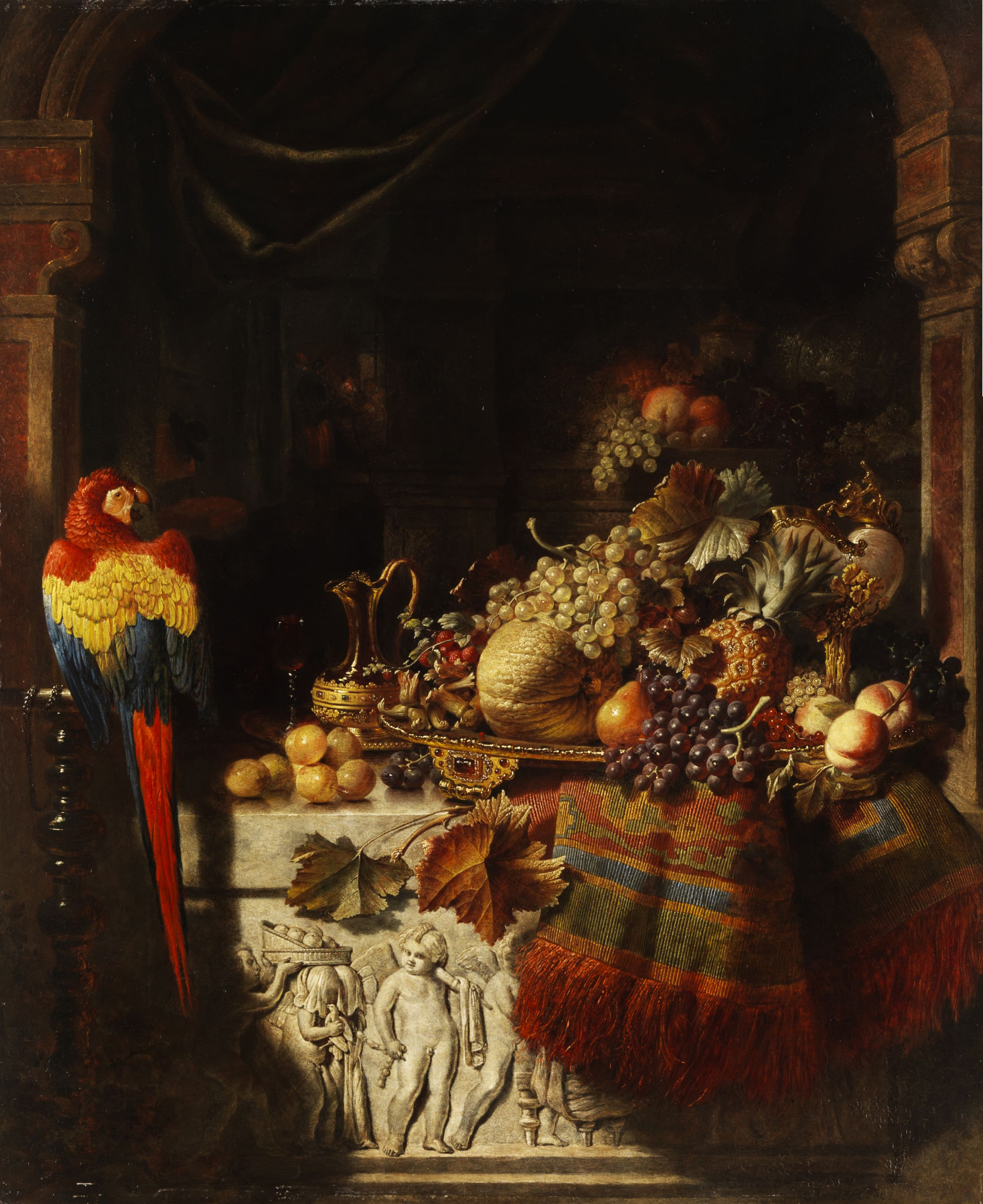
Früchtestillleben mit Papagei von George Lance.

George Lance (* 24. März 1802 in Little Easton, Essex; † 18. Juni 1864 in Sunnyside bei Birkenhead, Merseyside) war ein englischer Maler.

## Leben
Lance war ein Schüler des Malers Benjamin Robert Haydons und bevorzugte in seinem Schaffen oft Stillleben, wie Blumen- und Fruchtensembles. Aber auch in der Tiermalerei konnte sich Lance bald einen Namen machen.
Auf Anraten und Unterstützung seines Lehrers beteiligte sich Lance 1828 zum ersten Mal an einer Ausstellung der Royal Academy of Arts; durch dieses Debüt ermutigt, nahm Lance nahezu an jeder dieser jährlich stattfindenden Ausstellungen teil.
Sein feines Naturgefühl hat ihm auch im Ausland Geltung verschafft. Die National Gallery (London) besitzt ein Stillleben und zwei Fruchtstücke von ihm.